# Gorgias (diálogo)

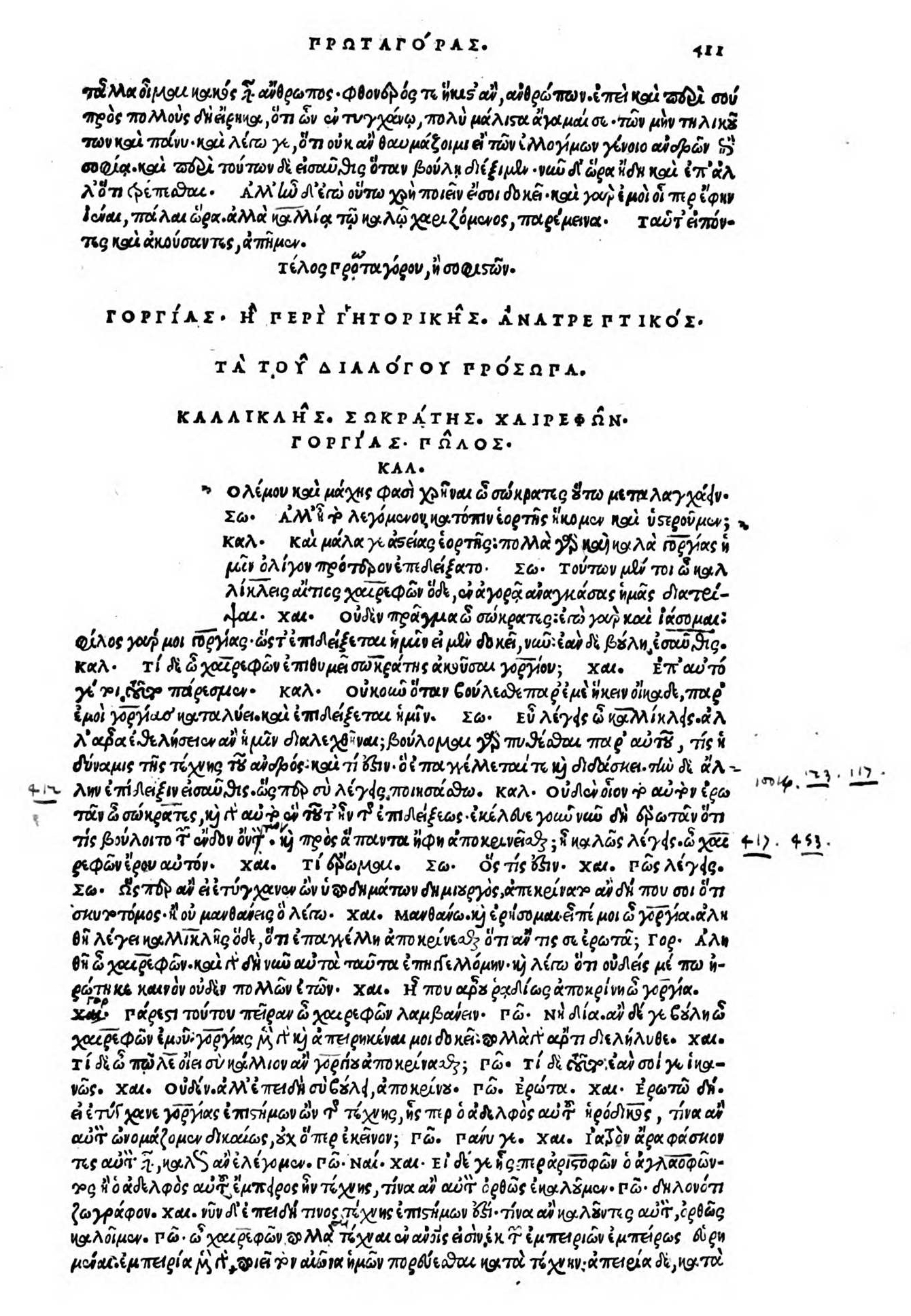
Primera página del Gorgias

Gorgias (en griego clásico, Γοργίας) es uno de los diálogos de Platón correspondiente a su fase intermedia (388 a. C.-385 a. C.), que trata sobre la retórica.

## Tema del diálogo
El diálogo nos presenta temáticas relacionadas con el uso y definición de la retórica y con la práctica moral, es decir, la relación entre el arte de la retórica y el problema ético. V. della Stalle nos dice que los temas se articulan en tres momentos, el primer momento se enmarca en el estudio de la retórica, entre 449 a-466 b y 479 e-481 b, al que le precede el tema moral desde 466 b-479; en la segunda parte sucede de manera inversa, primero lo moral, 481 b-500 a, y luego el tema de la retórica, 500 a-506 c. Termina con una nueva inversión, entrando en escena el famoso mito escatológico, 506 c-527 e..l.
Para Dodds el diálogo se articula en torno a la constante oposición de retórica (ῥετορική) y buen vivir (εὐδαιμονία). Sin embargo, nos marca Dodds, el eje central es el de la εὐδαιμονία, que aparece enmascarado por el problema de la retórica, aunque se entrelazan, permitiendo que la retórica sirva a Sócrates para que pueda definir y entrar de lleno en el tema moral. La retórica es juzgada con aguda crítica por el propio Platón, por los abusos cometidos por ella. La palabra era el recurso más importante del mundo griego, pues por medio de ella se podía convencer o no a los demás respecto de determinados asuntos de vital importancia.

## Estructura del Diálogo
El tema de la división del diálogo platónico ha sido, para lo investigadores, un gran problema de decisión, pues cada uno poseía una interpretación propia y basada en diversas fuentes que no se articulaban entre sí.
Los intérpretes de carácter positivista intentaron una propuesta muy interesante que fue seguida durante varios años por diversos filólogos, filósofos e historiadores del diálogo. Para esta postura, el texto puede ser dividido en tres claras partes de acuerdo con los personajes con los que Sócrates se enfrenta en el diálogo. Las divisiones estratégicas están marcadas no por el propio proceder de la metodología socrática, sino por la intervención intempestiva de los personajes. Desde el inicio del diálogo, tras una pequeña introducción a la escena y los sucesos acontecidos, hay un intercambio tranquilo entre Sócrates y el propio Gorgias hasta 458 b-e. Desde allí sigue el diálogo con Polo, con dos mínimas intervenciones de Gorgias, en 463 a y en 463 d - 464 d. En 497 b, el intercambio de opiniones de Calicles y Querofonte da paso a la entrada de Calicles a la discusión con Sócrates. Toda esta última parte constituye una gran unidad de debate, con cortes internos mínimos como la salida de Calicles en 506 b, dando a Sócrates la palabra absoluta en torno a la cuestión, culminando el diálogo con una revisión de lo que se ha hecho, la propuesta del modelo de hombre justo y con el asombroso mito escatológico de los bienaventurados.
Cada una de las tres partes posee una temática propia conforme a cómo se van sucediendo las preguntas y respuestas de los personajes. La primera parte presenta la problemática acerca de qué es la retórica y para qué sirve; la segunda, si es peor cometer o sufrir una determinada injusticia; y la tercera, las concepciones sociales y de la propia vida humana. Si bien la mayoría de los filólogos han visto y aceptado estas tres divisiones, un polémico debate se suscitó al considerar que las intervenciones y salidas espontáneas o forzadas de los personajes en la acción constituían un nuevo corte del diálogo. En la última parte del texto, se discute si la salida disimulada de Calicles es signo o no de un corte. Para A. Croiset, Deuschle y Steinhart esto sucede así, ya que la salida de Calicles da pie a la exposición clara y detallada de la propuesta de Sócrates. En cambio para Horn, Cron y Bonitz no existe ningún corte y cualquier suposición sobre esto es errónea.
Los últimos críticos citados dudan de que el cambio de interlocutores sea una demarcación real en el diálogo. Según Bonitz el diálogo está dividido solo en dos partes con corte en 466 a, con 5 subdivisiones internas, llegando la primera desde la introducción hasta el 448 d; contrario al corte en dos partes de Cron y Deushle quienes ven el corte en 481 b con la intromisión de Calicles. Además, Steinhart divide al diálogo en cinco partes, con un corte entre la cuarta y la quinta. Para Jacqueline Duchemin, los cortes de la obra son realmente tres y cualquier intento o propuesta de división de la obra es impreciso.
Ahora, según Dodds, si a la estructura dramática le añadimos los temas que tratan -(a) la retórica (ῥετορική) y (b) la forma adecuada de vivir (εὐδαυμονία)-  y observamos cómo se superponen, la estructura del diálogo se presenta de esta manera:
| Sócrates y Gorgias | Sócrates y Gorgias |
| ------------------ | ------------------ |
| a (b)              | 449 c- 461 b       |

| Sócrates y Polo | Sócrates y Polo |
| --------------- | --------------- |
| a               | 461 b - 466 a   |
| b               | 466 a- 480 a    |
| a               | 480 a - 481 b   |

| Sócrates y Calicles | Sócrates y Calicles |
| ------------------- | ------------------- |
| b+a                 | 482 c - 486 d       |
| b                   | 486 d - 500 a       |
| a                   | 500 a - 503 d       |
| b                   | 503 d - 515 b       |
| a                   | 515 b - 521 a       |
| b                   | 521 a - 526 d       |
| a+b                 | 526 d - 527 e       |

Esto hace que la estructura entrelazada con la trama se vuelva más dinámica, permitiendo al lector entrar de lleno en la trama, que se va intercambiando de (a) a (b), o viceversa, o las dos juntas. Así la estructura se entreteje en tres conversaciones distintas, pero realizan una unidad más elevada. Que posee, además varias interrupciones de los personajes que se suceden y tiene un pequeño preludio (447 a-449 c) y un epílogo de Sócrates (523 a-527 e); los cuales no afectan la estructura marcada en los tres correspondientes cortes debido a la acción de Sócrates con cada interlocutor y la interacción entre ellos. La estructura dinámica de este diálogo es muy peculiar y diferente de los demás, su preludio es muy poco desarrollado y no muestra los despliegues escenográficos y temporales que en otros. El movimiento de expresión del diálogo no es rectilíneo, sino espiralado por la consecución de los temas, haciendo variar el tono, el ritmo, el estilo y la argumentación.

## Fecha de composición y cronología relativa
Las investigaciones estilométricas sitúan al Gorgias en el más temprano de los tres períodos establecidos por este método de datación relativa, junto con Apología, Cármides, Critón, Eutidemo, Eutifrón, Hipias Mayor, Laques, Lisis, Menéxeno y Protágoras. Algunas de las evidencias que fundan esta hipótesis son las siguientes: solo una ocurrencia de la forma καθάπερ y dos de la partícula μήν, raras en el grupo inicial, menor raras en el grupo medio y comunes en el último grupo; algunos paralelos con pasajes de otros diálogos del mismo grupo inicial. A pesar de que el orden interno de las obras en este grupo es incierto para los especialistas, consideraciones cuantitativas ponen al Gorgias como el más tardío de estos diálogos. Dodds considera que el diálogo exhibe algunas particularidades estilísticas del grupo II.
La presencia de elementos doctrinales del pitagorismo tales como el destino del alma después de la muerte (según Sócrates, el expositor de dichas doctrinas fue tal vez un hombre de Sicilia o de Italia"), la relación del concepto de cosmos con el de igualdad geométrica, y la preferencia de ejemplos matemáticos; así como la mención de un libro sobre cocina siciliana, abonan la tesis de que el diálogo pudo haber sido escrito luego del primer viaje de Platón al sur de Italia en el 387.

## Fecha dramática
Platón no da a conocer en ninguna parte del diálogo un espacio o tiempo determinado para la acción. A lo largo del diálogo se observan diferentes fechas relacionadas con acontecimientos históricos. Estos son:
- 429 a. C. o un poco después (503 c 2): Pericles habría fallecido recientemente.
- 427 a. C.: primera visita de Gorgias a Atenas.
- Antes de 415 a. C.(481 d), la predicción de Alcibíades
- 413 a. C., Arquelao ha llegado al poder (470 e).
- 411 a. C., fecha probable de la confección de la Antíopa de Eurípides, (citado en el 485 e).
- 405 a. C., alusión al juicio de los generales después de la batalla de Arginusas que ha tenido lugar el año anterior respecto de los ejemplos citados por los personajes.

## Personajes
- Querefonte: Es un hombre de avanzada edad, discípulo incondicional de Sócrates. Poseía, según los diversos comentadores posteriores, un enorme entusiasmo, así como una voz chillona. Es famoso por ser quien inquirió al Oráculo de Delfos el interrogante de si había alguien más sabio que Sócrates. Su intervención en el diálogo es muy breve en el comienzo del mismo, con solo dos apariciones después (458 c y 481 b).
- Gorgias: Famoso sofista griego, nacido en Leontinos, y un gran retórico, como él mismo se define. Se dice que fue discípulo de Empédocles, concibiendo un enorme prestigio por sus obras y por su facilidad en la oratoria. Vivió alrededor de uno 109 años, siendo reconocido en varios lugares de Grecia por su elocuencia y magníficos consejos, llegando a ser muy popular por haber ofrecido al templo de Delfos una estatua de oro puro del mismo. Es el personaje mejor tratado y valorado por la pluma y la mente de Platón en comparación con los demás personajes del resto del diálogo.
- Polo: Es el joven discípulo de Gorgias, del que no se conservan ni fragmentos de su obra ni datos sobre su vida. Habría escrito posiblemente un manuscrito sobre el arte, haciendo referencia de ello Platón en el Gorgias y Aristóteles en el Libro I de la Metafísica.
- Calicles: Es el personaje más ácido y confrontador de Sócrates. No se sabe nada de su vida, solo lo retratado por Platón. Se postula que en realidad Calicles sería un personaje ficticio inventado por Platón, que reuniría las características y las denuncias pronunciadas a Sócrates por su actividad filosófica. A pesar de que entre él y Sócrates se discuten los temas más importantes del diálogo, no lleva su nombre, pues Gorgias había sido el que instrumentalizó el aprendizaje de la retórica en manos de seres irresponsables y tiránicos, representando Calicles el fruto de los errores cometidos por Gorgias en la forma de enseñanza egocéntrica y desmedida.
- Sócrates: Es el famoso filósofo ateniense, conocido por su intrépidas acusaciones al modelo ético y político de los gobernantes y de los llamados "sabios" de su época. En el diálogo representa la figura más comprometida con lo que significa el buen gobierno y la importancia de la enseñanza de la justicia a quienes deben ejercerla.

## Contenido

### Diálogo con Gorgias
Ante la pregunta sobre su profesión, Gorgias se define como retórico, explicando a continuación qué es la retórica y cuál es su objeto. Para él, consiste en persuadir por medio de la palabra, y por eso enseña a sus discípulos a discutir y convencer con argumentación. Elogia su arte como excelso, capaz de tratar cualquier tema y de defender cualquier postura, aunque admite que debe sujetarse a la justicia, como cualquier otra actividad.
Sócrates pone a Gorgias en apuros, señalando sus contradicciones, en un juego de preguntas y respuestas. A su vez define la retórica como una mera práctica, rebajando el rango de arte que le da su oponente, y comparándola con la actividad culinaria, algo meramente agradable. Luego va más allá, calificándola de fea y mala, por dirigirse al placer, en lugar de al bien.

### Diálogo con Polo (461b - 481b)
Polo se da cuenta de la debilidad de la posición adoptada por Gorgias, y objeta a Sócrates por aprovecharse de los escrúpulos de su maestro, el cual ha caído en contradicción. Sócrates está dispuesto a retirar lo que sea con tal de que se atenga al método dialéctico y evite pronunciar largos discursos.
Polo le solicita a Sócrates que diga su propia definición de la retórica, y este le contesta que no es un "arte" (τέχνη), sino una capacidad que se basa en la experiencia (ἑμπειρία), cuyo fin es producir cierto agrado y placer. El joven discípulo de Gorgias admite que el objetivo de la retórica es el placer, y ve en ello algo bueno, pero Sócrates señala que la retórica se asemeja al arte culinario, al menos en que ambas no son más que formas de la adulación.
Para poder explicar más precisamente qué es la retórica, Sócrates parte de la distinción entre alma y cuerpo, y asigna a cada una de estas partes dos artes en vista a su bienestar: el bien del cuerpo es procurado por la gimnástica (γυμναστική) y la medicina (ἰατρική), mientras que del bien del alma se ocupa la legislación (νομοθετική) y la justicia (δικαιοσύνη). Cada una de éstas artes tiene una simulación innoble, que no tiene por fin el verdadero bien de su objeto, sino el placer: la cosmética- que produce la apariencia de salud en el cuerpo- guarda una relación con la gimnástica equivalente a la que guarda la sofística con la legislación; y la culinaria -que está en orden a producir placer en el cuerpo- es a la medicina lo que la retórica a la justicia. La retórica es respecto del alma, por lo tanto, equivalente a lo que es la culinaria respecto del cuerpo.
La objeción de Polo a la poca estimación que Sócrates tiene de la retórica es la enorme influencia que ejerce en la vida política. Para Sócrates si el poder es un bien los retóricos y los tiranos son los menos poderosos. Dice Polo que los oradores no pasan por  ser aduladores sino que disfrutan del poder del tirano, al ser capaces
de arruinar o matar al que ellos elijan. Sócrates sostiene que arruinar y  matar no son fines, sino medios. La retórica proporciona el poder de hacer lo que a uno le parezca conveniente en un momento determinado (ἄ δοκεῖ) pero esto es de escasa utilidad, contraria de realizar la verdadera voluntad que desea hacer lo que es bueno (ἅ βούλεται) y ambas cosas no tienen por qué coincidir necesariamente. Polo no acepta que ha sido refutado y recurre a procedimientos de persuasión propios de la retórica apelando a sentimientos más que a razonamientos. Polo pregunta si no sentiría envidia al ver que uno condena a muerte a quien le parece  bien, le despoja de sus bienes o lo encarcela, a lo que Sócrates responde que no se debe envidiar a los desgraciados, sino compadecerlos y  si lo hacen con justicia tampoco es envidiable. El que obra injustamente es más digno de compasión que la víctima de su injusticia, es mejor sufrir injusticia que cometerla. Para Sócrates el tener un gran  poder no es hacer lo que a uno le parece. El poder resulta un bien si uno hace con el algo provechoso, es decir si uno obra justamente, pero resulta ser un mal si se obra injustamente.
Polo para argumentar que el cometer injusticia no es obstáculo para la felicidad da el ejemplo de Arquelao, hijo de Perdicas, rey de Macedonia. Hijo de una esclava de Alcetas, hermano de Perdicas, por derecho sería esclavo de Alcetas que fue asesinado junto a su hijo Alejandro. Renunció a educar a su hermano,  el hijo y heredero legítimo de Perdicas. Lo arrojó a un pozo y a su madre Cleopatra le dijo que cayó a un pozo por perseguir a un ganso. Sócrates no queda conforme y dice que no ha sido refutada su afirmación de que el injusto no es feliz, pide ser refutado con argumentos y no con  la opinión de la mayoría. Si Arquelao es infeliz, lo será más aún en caso de que sus crímenes queden sin castigo. Un hombre al que cogieran
tratando de hacerse con la tiranía, torturado y viendo a su familia
torturada, y siendo conducido después a la muerte es menos infeliz que
aquel que quedara sin castigo. Sócrates se propone mostrar que Polo, que  sostiene que es peor sufrir injusticia que cometerla, y cualquier otra persona están en realidad de acuerdo con él. Polo le reconoce a Sócrates  que cometer injusticia es más feo (αἴσχιον) que sufrirla, pero niega que sea peor (κάκιον). El discípulo de Gorgias acepta cuando el filósofo  define lo bello (καλόν) en términos de bondad (identificado con la utilidad) y el placer que produce a quienes lo contemplan, mientras que una cosa es fea cuando es dolorosa o mala (más perjudicial). Si cometer injusticia es más feo o vergonzoso que sufrirla es porque es más doloroso o peor (más perjudicial). No es más doloroso, según reconocen ambos, será entonces lo que más daño provoque, es decir lo más perjudicial.
A continuación pasan a revisar el segundo punto que el culpable reciba
su castigo es el mayor de los males como cree Polo, o es mayor que no lo  reciba como lo cree Sócrates. Si el castigo es algo justo es algo
bello, y como lo bello es algo bueno quien lo sufre se beneficia.
Existen tres males: la pobreza que afecta a la riqueza, la enfermedad al cuerpo y la enfermedad en el alma como la injusticia. Como ser injusto no es más doloroso que estar enfermo del cuerpo o ser pobre, debe ser peor para una persona. De la enfermedad y de la pobreza nos liberamos con la medicina y los negocios. Y así como las enfermedades corporales son curadas por la medicina aunque la cura no sea placentera hacen un bien, de la misma manera la ejecución de la justicia realiza la misma función en relación con el alma. El hombre más feliz es el sano, que no necesita cura, le sigue el que lo necesita y se somete a curación, y más infeliz es aquel cuyo males quedan sin tratamiento. La justicia viene a ser como la medicina del alma que nos cura contra la maldad. Como la injusticia no es sólo fea, sino el peor de todos los males, el más feliz  es el que no tiene maldad en el alma, le sigue el que se libra de la maldad y el que tiene la mayor desgracia es el que conserva la injusticia y no se libra de ella. El que recibe su merecido castigo estará en mejores condiciones que un Arquelao.
Para Sócrates el mejor uso de la retórica consistiría en asegurarnos de que nuestros amigos, familiares y nosotros  comparezcamos ante la  justicia cada vez que cometamos una falta, exigiendo el necesario castigo. Y en el caso de que nuestro enemigo cometa injusticia la retórica puede ser útil  para que no pague sus culpas ya que el peor de los males es el injusto que no recibe su castigo. Lo peor que se le podría desear a un enemigo es que disfrutara de los logros de su maldad.

#### ¿Fue refutado Polo? (474c y sigs)
En un artículo del American Journal Philology,1961, Vlastos negó que cuando Polo le concede a Sócrates que cometer injusticia es más feo (αἴσχιον) que sufrirla, perdió la defensa de su tesis. Lo central de su argumentación es que lo bello (καλόν), ha sido definido como lo útil o  lo que da placer a quien lo contempla y lo feo (αἰσχρόν) es lo
perjudicial, o lo que produce dolor. Pero, entonces, Sócrates sostiene
que como los agraviados padecen dolor y los que ofenden no lo sufren,
entonces, dado que se ha acordado en que cometer injusticia es lo más
feo, debe ser lo más malo (κακιόν). Según Vlastos lo que debería haber
preguntado no es qué es lo más doloroso para los implicados sino para
los que observan los dos hechos. Y la respuesta a esto es indeterminada. Guthrie sostiene que esto sería dividir la acción y la pasión de los protagonistas en el hecho, ya que uno actúa y el otro sufre, mientras que para el observador no hay dos hechos sino un único acto de injusticia. De modo que no tiene sentido preguntar cuál de los dos hechos de una injusticia es más doloroso contemplar.

#### La experiencia
Polo dice que las artes se aprenden empíricamente por medio de la experiencia, o práctica sin teoría. Aristóteles acepta este argumento, sosteniendo que los recuerdos se combinan formando una única experiencia (εμπειρία) que, aunque pueda parecerse al saber y al arte, es una fase previa que conduce a éstos (Metaf. 980b29-981a5).

#### ¿Moralidad individual?
R.W. Hall sostiene que la calificación de la política como arte que se
encarga del alma tiene como consecuencia la inadvertida paradoja moral
de que la moralidad no es alcanzada por el individuo y sus esfuerzos,
sino por el estadista. Lo mismo podría decirse de la salud, como tenemos entrenadores y médicos, el esfuerzo individual no desempeña ningún papel. (R.W. Hall  P. and I. Cit. por Guthrie)

#### La geometría y la proporción
Los matemáticos griegos concebían la proporción como una parte de la
geometría, y no de la aritmética (Dodds) En 465b Sócrates dice que para no extenderse más va hablar como lo hacen los geómetras, y en 465e dice la retórica es respecto al alma lo equivalente de lo que es la culinaria respecto al cuerpo.

### Diálogo con Calicles
Calicles recomienda a Sócrates que deje de filosofar y se dedique a una actividad seria, como los negocios públicos. Sócrates le plantea el problema de la diferencia entre el bien y el placer, o el mal y el dolor. Tras ardua discusión, Calicles se declara cansado y abandona, por lo que Sócrates termina monologando.
La vida debe orientarse hacia el bien. Por ello, la intervención en la vida pública debe servir para mejorar a los ciudadanos, cosa que no ha hecho ningún político griego, ni aun los afamados Temístocles y Pericles. Él se considera a sí mismo el único político auténtico, en el sentido mencionado.
Concluye con una premonición sobre su propio final: la posibilidad de ser acusado injustamente ante un tribunal, reafirmándose en su voluntad de buscar el mayor bien para los ciudadanos, y no su placer, aunque ello le perjudique. Se declara asimismo creyente en el mito de la justicia de las almas después de la muerte, confiando en su trayectoria vital regida por la verdad y la justicia.

### Estudios
1. ↑  Ritter, Untersuchungen, p. 58ss, citado por Dodds, Plato Gorgias, p. 19.
2. ↑  Lutoslawski, Origin and Growth of Plato's Logic, p. 189, citado por Dodds, Plato Gorgias, p. 19.
3. ↑  Dodds, Plato Gorgias, p 18-19.
4. ↑  Doods, Plato Gorgias, p. 20.
5. ↑  Guthrie, Historia de la filosofía griega IV, p. 277.
6. ↑  Por lo tanto, para cada parte hay un arte regulativa que mantiene el bienestar (la gimnástica para el cuerpo y la legislación para el alma) y un arte correctiva, es decir, que restaura el bienestar perdido (la medicina para el cuerpo y la justicia para el alma. Doods, Plato Gorgias,p. 226.

### Ediciones y traducciones
- Ioannes Burnet, ed. (1902). Platonis Opera - Recognovit brevique addnotatione critica instruxit Ioannes Burnet. Londres: Oxford University Press.

- Julio Calonge Ruiz, ed. (1951). Platón. Gorgias. Texto griego, traducción y notas de Julio Calonge Ruiz. Madrid: Instituto de Estudios Políticos.

- Dodds, Eric Robertson (1959). Plato Gorgias. A Revised Text with Introduction and Commentary. Londres: Oxford University Press.

- Platón (2003). Diálogos. Obra completa en 9 volúmenes. Volumen II: Gorgias. Menéxeno. Eutidemo. Menón. Crátilo. Traducción del Gorgias por Julio Calonge Ruiz. Madrid: Editorial Gredos. ISBN 84-249-2488-6.

### Estudios
- Jaeger, Werner (ed. alem. 1933, esp. 1944, ed. en un volumen 1962.). «Libro tercero: En busca del centro divino. Cap VI: El Gorgias - El educador como estadista». Paideia: los ideales de la cultura griega. (título original Paideia, Die Formung des Griechischen Menschen), traducción de Joaquín Zirau y Wenceslao Roces (2ª edición). Madrid: Fondo de Cultura Económica. pp. 511 - 548. ISBN 950-557-175-5.

- Ducheim, Jacqueline (Julio-Diciembre de 1943). «Remarques sur la composition du «Gorgias»». Revue des Études Greques (en francés) 56 (266-268): 265-286. Consultado el 14 de enero de 2013.

- Guthrie, William Keith Chambers (ed. ing. Cambridge University Press 1962, ed. esp. 1990). Historia de la filosofía griega. IV: Platón. El hombre y sus diálogos: primera época)(título original A History of Greek Philosophy, Plato. The Man and his Dialogues: Earlier Period. Madrid: Editorial Gredos. ISBN 84-249-1440-6.